# جان كونت
جان كونت (بالفرنسية: Jean Conte)‏ هو ملحن فرنسي، ولد في 12 مايو 1830 في تولوز في فرنسا، وتوفي في 1 أبريل 1888 في باريس في فرنسا.

## وصلات خارجية
- جان كونت على موقع ميوزك برينز (الإنجليزية)